# Лінда Лінгл
Лінда Лінгл (англ. Linda Lingle; нар. 4 червня 1953, Сент-Луїс, Міссурі) — американський політик, була губернатором Гаваїв з 2002 по 2010 рік. Член Республіканської партії.
Вона вивчала журналістику в Університеті штату Каліфорнія. Переїхала до Гонолулу, у 1976 році вона заснувала і працювала редактором і видавцем Molokai Free Press. З 1980 по 1990 входила до Ради округу Мауї. Мер Мауї з 1991 по 1999.